# Księżniczka O’Rourke

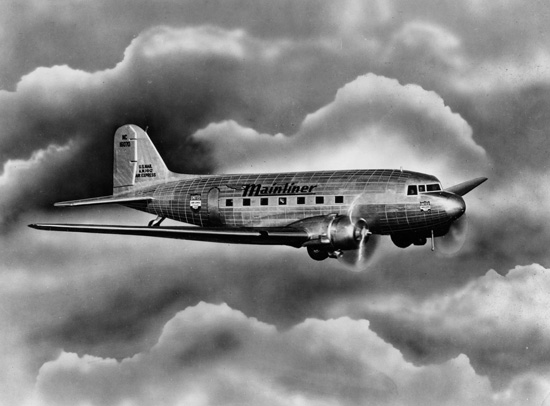
Eddie i Maria poznają się na pokładzie samolotu Douglas DST „Skysleeper”

Księżniczka O’Rourke (ang. Princess O’Rourke) – amerykański film z 1943 roku w reżyserii Normana Krasny. Film w 1944 roku został nagrodzony Oskarem w  kategorii „Najlepszy scenariusz oryginalny”.

## Obsada
- Olivia de Havilland – księżniczka Maria (Mary Williams)
- Robert Cummings – Eddie O’Rourke
- Charles Coburn – Holman
- Jack Carson – Dave Campbell (przyjaciel Eddiego, drugi pilot)
- Jane Wyman – Jean Campbell, żona Dave'a
- Harry Davenport – sądzia sądu najwyższego
- Gladys Cooper – panna Haskell
- Minor Watson – pan Washburn
- Nan Wynn – śpiewaczka w chińskiej restauracji
- Curt Bois – hrabia Peter de Chandome
- Julie Bishop – stewardessa
- Ray Walker – "G-Man" (Secret Service)